# فری‌اسپایر
فری‌اِسپایر (Freespire) یک توزیع گنو/لینوکس است که به وسیلهٔ جامعهٔ کاربری آن ساخته شده‌است. این توزیع بیشتر از نرم‌افزارهای آزاد استفاده می‌کند اما در آن نرم‌افزارهای انحصاری همچون کدک‌های تصویری و صوتی، راه‌اندازه‌های وسایل جانبی و برخی از نرم‌افزارهای کاربردی نیز دیده می‌شود.
فری‌اسپایر ابتدا مبتنی بر لینسپایر بود اما نسخهٔ ۱٫۰ آن براساس دبیان ساخته شد و نسخهٔ ۲. آن مبتنی بر اوبونتو ساخته شد. پس از آن‌که شرکت Xandros، لینسپایر را خرید، تصمیم گرفت که در نسخه‌های آینده مجدد این توزیع مبتنی بر دبیان شود.